# Elyse Dufour
Elyse Nicole Dufour (geb. am 13. November 1992 in Alexandria, Virginia) ist eine US-amerikanische Schauspielerin.

## Leben und Karriere
Elyse Dufour wurde in Alexandria im US-Bundesstaat Virginia geboren und zog später nach Atlanta, Georgia, um eine Schauspielkarriere zu beginnen. Seit 2012 ist sie als Filmschauspielerin aktiv und begann mit kleinen Rollen und Gastauftritten wie in den Fernsehserien Sleepy Hollow und Nashville.
Ihre bekannteste, wenn auch nicht größte Rolle, war von 2016 bis 2019 die der Frankie in der Zombie-Apokalpyse-Serie The Walking Dead, wo sie eine der Konkubinen („Ehefrauen“) des Antagonisten Neagan darstellte. 2018 spielte sie die weibliche Hauptrolle in dem Horrorfilm The Night Sitter.

## Auszeichnungen
2019 wurde sie beim Northeast Film Festival als beste Schauspielerin für ihre Darbietung in Postal nominiert.

## Filmografie
- 2012: Killer-Paare – Tödliches Verlangen (Fernsehserie)
- 2012: Merry F@#$ing Christmas
- 2012: Alexandria
- 2013: The Holy Sound
- 2013: Die Tribute von Panem – Catching Fire
- 2013: As Is (Kurzfilm)
- 2014: The House Behind the Wall
- 2014: Constantine (Fernsehserie)
- 2015: Nashville (Fernsehserie)
- 2015: Your Pretty Face Is Going to Hell
- 2015: Tatort Sumpf (Fernsehserie)
- 2015: Sleepy Hollow (Fernsehserie)
- 2015: Alvin und die Chipmunks: Road Chip
- 2016: The Inspectors (Fernsehserie)
- 2016: RePlay (Fernsehserie)
- 2016: Siren
- 2016–2019: The Walking Dead (Fernsehserie)
- 2017: Drakul (Fernsehfilm)
- 2017: Hush Little Baby (Fernsehfilm)
- 2018: Gift
- 2018: Der Denver-Clan (Fernsehserie)
- 2018: Insatiable (Fernsehserie)
- 2018: The Night Sitter
- 2019: Postal